# Letizia Paternoster
Letizia Paternoster (Cles, 22 de julio de 1999) es una deportista italiana que compite en ciclismo en las modalidades de pista y ruta.
Ganó ocho medallas en el Campeonato Mundial de Ciclismo en Pista entre los años 2018 y 2024, y nueve medallas en el Campeonato Europeo de Ciclismo en Pista entre los años 2017 y 2024. En los Juegos Europeos de Minsk 2019 obtuvo una medalla de oro en la prueba de persecución por equipos.
En carretera obtuvo dos medallas en el Campeonato Europeo de Ciclismo en Ruta, oro en 2019 y bronce en 2018, ambas en la prueba de ruta femenina sub-23.
Participó en dos Juegos Olímpicos de Verano, ocupando en Tokio 2020 el sexto lugar en la prueba de persecución por equipos y el octavo en la carrera de madison, y en París 2024 el cuarto lugar en persecución por equipos.
Estudió Ciencia Política en la Universidad Internacional Libre de Guido Carli.

## Medallero internacional
| Campeonato Mundial | Campeonato Mundial       | Campeonato Mundial | Campeonato Mundial      |
| Año                | Lugar                    | Medalla            | Competición             |
| ------------------ | ------------------------ | ------------------ | ----------------------- |
| 2018               | Apeldoorn (Países Bajos) | Medalla de bronce  | Persecución por equipos |
| 2018               | Apeldoorn (Países Bajos) | Medalla de bronce  | Madison                 |
| 2019               | Pruszków (Polonia)       | Medalla de plata   | Ómnium                  |
| 2020               | Berlín (Alemania)        | Medalla de plata   | Ómnium                  |
| 2020               | Berlín (Alemania)        | Medalla de bronce  | Madison                 |
| 2021               | Roubaix (Francia)        | Medalla de oro     | Eliminación             |
| 2021               | Roubaix (Francia)        | Medalla de plata   | Persecución por equipos |
| 2024               | Ballerup (Dinamarca)     | Medalla de bronce  | Persecución por equipos |
| Juegos Europeos    |                          |                    |                         |
| Año                | Lugar                    | Medalla            | Competición             |
| 2019               | Minsk (Bielorrusia)      | Medalla de oro     | Persecución por equipos |
| Campeonato Europeo |                          |                    |                         |
| Año                | Lugar                    | Medalla            | Competición             |
| 2017               | Berlín (Alemania)        | Medalla de oro     | Persecución por equipos |
| 2018               | Glasgow (Reino Unido)    | Medalla de plata   | Persecución por equipos |
| 2018               | Glasgow (Reino Unido)    | Medalla de bronce  | Ómnium                  |
| 2019               | Apeldoorn (Países Bajos) | Medalla de bronce  | Persecución por equipos |
| 2021               | Grenchen (Suiza)         | Medalla de plata   | Persecución por equipos |
| 2021               | Grenchen (Suiza)         | Medalla de plata   | Eliminación             |
| 2022               | Múnich (Alemania)        | Medalla de plata   | Persecución por equipos |
| 2023               | Grenchen (Suiza)         | Medalla de plata   | Persecución por equipos |
| 2024               | Apeldoorn (Países Bajos) | Medalla de oro     | Persecución por equipos |

| Campeonato Europeo | Campeonato Europeo     | Campeonato Europeo | Campeonato Europeo |
| Año                | Lugar                  | Medalla            | Competición        |
| ------------------ | ---------------------- | ------------------ | ------------------ |
| 2018               | Zlín (República Checa) | Medalla de bronce  | Ruta sub-23        |
| 2019               | Alkmaar (Países Bajos) | Medalla de oro     | Ruta sub-23        |

## Palmarés
2018
- GP della Liberazione PINK
- Festival Elsy Jacobs, más 1 etapa
- 3.ª en el Campeonato Europeo en Ruta sub-23

2019
- 1 etapa del Santos Women's Tour
- Campeonato Europeo en Ruta sub-23

2024
- Tour de Gatineau